# Balkenbucht
Als Balkenbucht, kurz Bucht, wird eine Wölbung des Decks eines Schiffes über seinen Querschnitt (das heißt querschiffs) bezeichnet. Liegt das Mittelteil höher als die Seiten, wird dies als Balkenbucht bezeichnet. Verläuft der Querschnitt waagerecht (die Seiten liegen auf gleicher Höhe mit dem Mittelteil), so hat das Deck keine Balkenbucht.
Die Bezeichnung geht auf den traditionellen Schiffbau mit hölzernen Decks zurück, die auf gewölbten Balken verlegt wurden, damit Wasser schnell ablaufen konnte.